# جبريل هنريكي سيلفا
جبريل هنريكي سيلفا (4 مارس 1989 بريو دي جانيرو في البرازيل - ) هو لاعب كرة قدم برازيلي في مركز الدفاع. لعب مع بوتافوغو ريغاتاس ونادي سيارا ونادي غواراني ونادي كورينثيانز وDuque de Caxias Futebol Clube ‏ ونادي غريميو بارويري.

## وصلات خارجية
- جبريل هنريكي سيلفا على موقع قاعدة بيانات كرة القدم.إي يو (الإنجليزية)